# Крокшево
Кро́кшево (фин. Roksova) — деревня в Гатчинском муниципальном округе Ленинградской области.

## История
На карте Ингерманландии А. И. Бергенгейма, составленной по материалам 1676 года, упоминается как деревня Kroksona.
На шведской «Генеральной карте провинции Ингерманландии» 1704 года — как Kroksovaby.
Как деревня Крониова она упоминается на «Географическом чертеже Ижорской земли» Адриана Шонбека 1705 года.
Крокшево упоминается на карте Санкт-Петербургской губернии Я. Ф. Шмита 1770 года.
Деревня Крокшева из 5 дворов обозначена на «Топографической карте окрестностей Санкт-Петербурга» Ф. Ф. Шуберта 1831 года.

КРОВШЕВА — деревня принадлежит тайному советнику Пейкеру, число жителей по ревизии: 16 м. п., 17 ж. п. (1838 год)

Деревня Крокшева упоминается на карте Ф. Ф. Шуберта 1844 года и карте С. С. Куторги 1852 года.
В пояснительном тексте к этнографической карте Санкт-Петербургской губернии П. И. Кёппена 1849 года она записана как деревня Kroksowa (Крокшово) и указано количество её жителей на 1848 год: савакотов —  12 м. п., 15 ж. п., всего 27 человек.
Согласно 9-й ревизии 1850 года деревня Крокшево принадлежала наследникам Ивана Устиновича Пейкера.

КРОКШЕВА — деревня барона Роппа, по просёлочной дороге, число дворов — 4, число душ — 9 м. п. (1856 год)

Согласно «Топографической карте частей Санкт-Петербургской и Выборгской губерний» в 1860 году деревня называлась Крокшева и состояла из 5 крестьянских дворов.

КРОКШЕВО — деревня владельческая при пруде, число дворов — 5, число жителей: 9 м. п., 10 ж. п. (1862 год)

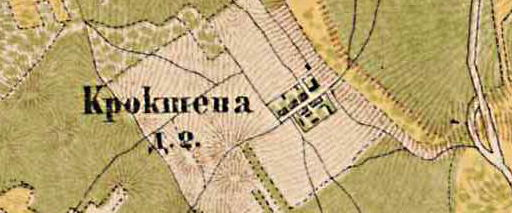
План деревни Крокшево. 1885 год

В 1885 году деревня Крокшева насчитывала 2 двора.
В конце XIX века деревня административно относилась к 1-му стану Петергофского уезда Санкт-Петербургской губернии, в начале XX века — к Витинской волости 2-го стана. Население деревни было исключительно финским.
К 1913 году количество дворов увеличилось до 4.
Согласно данным переписи населения СССР 1926 года в деревне Крокшево Жабинского сельсовета Ропшинской волости Троцкого уезда проживали 58 человек, русские и финны.

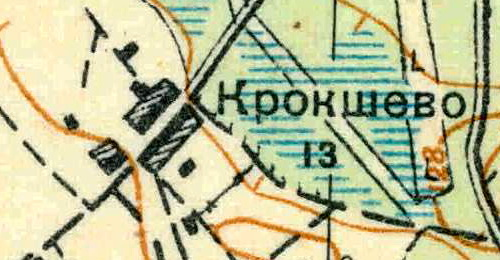
План деревни Крокшево. 1931 год

Согласно топографической карте 1931 года деревня насчитывала 13 дворов.
По данным 1933 года деревня называлась Крокшово и входила в состав Жабинского сельсовета Красногвардейского района.
По данным 1966 и 1973 годов деревня Крокшево находилась в составе Большеондровского сельсовета.
По данным 1990 года деревня Крокшево входила в состав Сяськелевского сельсовета Гатчинского района.
В 1997 и 2002 годах в деревне не было постоянного населения, в 2007 году проживал 1 человек, в 2010 году — 4.

## География
Деревня расположена в северо-западной части района к западу от автодороги А120 (Санкт-Петербургское южное полукольцо).
Расстояние до административного центра поселения, деревни Сяськелево — 17 км.
Расстояние до ближайшей железнодорожной станции Войсковицы — 20 км.

## Демография
| 1838 | 1848 | 1862 | 1997 | 2006 | 2007 | 2010 |
| ---- | ---- | ---- | ---- | ---- | ---- | ---- |
| 33   | ↘27  | ↘19  | ↘0   | →0   | ↗1   | ↗4   |
| 2012 | 2013 | 2017 |      |      |      |      |
| ↘1   | →1   | →1   |      |      |      |      |

### Национальный состав
Согласно данным Всероссийской переписи населения 2021 года в деревне проживал 41 человек, из них:
 русские — 40, мордва — 1 человек.